# Западнохерцеговски кантон
Западнохерцеговският кантон (на хърватски: Zapadnohercegovačka županija; на босненски: Zapadnohercegovački kanton; на сръбски: Западнохерцеговачки кантон или Zapadnohercegovački kanton) е един от 10-те кантона на Федерация Босна и Херцеговина, Босна и Херцеговина. Намира се в историческата област Херцеговина, на границата с Хърватия. Населението му наброява 94 898 души (по преброяване от октомври 2013 г.).
Територията на кантона заема най-западната част от Западна Херцеговина.